# الهادي مصطفى بولقمة
الأستاذ الدكتور الهادي مصطفى بولقمة، ولد بمدينة الزاوية عام 1934، حصل على درجة الليسانس في الجغرافيا من كلية الآداب قسم الجغرافيا جامعة القاهرة عام 1957، وعين معيداً بالقسم في 1 /10 /1957. التحق بجامعة درهام Durham بالملكة المتحدة ونال منها درجة الماجستير عام 1960 وكان عنوان رسالته الساحل الغربي لإقليم طرابلس/ دراسة في مجال الجغرافيا البشرية. حصل على درجة الدكتوراه من الجامعة نفسها في عام 1964 وكان عنوانها مدينة بنغازي: دراسة في جغرافيـة المـدن.

## وظائفه
تقلد العديد من الوظائف العلمية والإدارية أهمها:
- وكيل الجامعة الليبية.
- رئيس جامعة بنغازي سابقاً.
- أمين الجمعية الجغرافية الليبية سابقاً.

من أهم اهتماماته العلمية: تنمية مجالات التخصص والبحث في كل ماله صلة بإظهار التراث الليبي وبالذات تلك التي لها جوانب جغرافية و فضلاً عن التنمية البشرية وحماية الوسط الجغرافي.

## من مؤلفاته وبحوثه العلمية
- طرابلس مدخليها الشرقي والغربي 1981.
- السيلفيوم الثروة المفقودة 1990.
- الانفجار السكاني: دراسة في جغرافية السكان 1993.
- ترحال في الصحراء 1992.
- دراسات ليبية 2000.
- نصوص ومصطلحات جغرافية 2003.
- تحليل الواقع المكاني للسكان في الجماهيرية 2003.
- السكان والموارد بين الواقع وحتمية التخطيط 2004...

بالإضافة إلى العديد من المقالات والأبحاث في الدوريات والكتب المختلفة كما قام بترجمة العديد من الكتب والأبحاث إلى اللغة العربية.

## في مجال الدراسات العليا
قام بالإشراف على 27 رسالة علمية منها: الإشراف على (3) رسائل ماجستير بقسم الجغرافيا بجامعة قاريونس.
الإشراف على (22) رسالة ماجستير بقسم الجغرافيا بجامعة السابع من أبريل بالزاوية.
الإشراف على عدد (2) رسالة دكتوراه بجامعة السابع من أبريل.
قام بمناقشة (32) رسالة علمية منها:
عدد (10) رسائل ماجستير بقسم الجغرافيا بجامعة قاريونس.
عدد (2) بقسم الجغرافيا بجامعة الفاتح.
عدد (12) بقسم الجغرافيا بجامعة السابع من أبريل.
عدد (1) رسالة دكتوراه بجامعة الفاتح.
- الوظيفة الحالية/ أستاذ شرف.
- الدرجة العلمية/ أستاذ منذ عام 1990.